# Христо Радев
Христо Костов Радев е български журналист от Македония, политик от БЗНС, народен деятел на изкуството и културата.

## Биография
Христо Радев е роден на 3 ноември 1917 година в големия тиквешки град Кавадарци, окупиран от България по време на Първата световна война. Започва да пише в 1935 година във вестник „Звън“, който редактира от 1935 до 1938 година. От 1937 до 1940 година редактира вестниците „Младо село“ и „Светлоструй“. Пише във вестниците „Дъга“, „Нова камбана“ и „Гребец“. Използва псевдонима Хр. Ведар.
В 1936 година става член на БЗНС. От 1938 до 1945 година учи право в Софийския университет. В 1941 година е арестуван и осъден на 15 години затвор за антидържавна дейност. В 1944 година бяга от затвора в Скопие и се присъединява към Тиквешкия партизански отряд.
След Деветосептемврийския преврат от 1944 до 1948 година е редактор и главен редактор на Издателството на БЗНС. Редактор е във вестник „Земеделска защита“ (1948 – 1949). От 1949 до 1951 година е отговорен секретар на вестник „Земеделско знаме“. Редактор е в БТА (1952 – 1954), в списание „Нова България“ (1954 – 1964), в списание „България“ (1964 – 1965). От 1966 година е главен редактор на списание „Съюзен живот“ (от 1981 година „Земя и прогрес“). Редактор е в София-прес и БТА. В 1971 година става член на Управителния съвет на БЗНС. В 1984 година е обявен за народен деятел на изкуството и културата. Носител е на орден „НРБ“ ІІ степен.